# Карта на Черно море от Абрахам Ортелий
Карта на Черно море от Абрахам Ортелий е географска карта, създадена от фламандския картограф и географ Абрахам Ортелий през 1590 г.
На картата са представени градовете Аполония Магна, Дионисополис, Истрия, Марцианополис, Месембрия, Одесос, Томос; областите Мизия, Тракия, Понт и Кария; източната част на Стара планина и дунавската делта; и са отбелязани племената, които населяват земите около Черно море според Абрахам Ортелий – бастарни, кробизи, троглодити.